# Tarache geminocula
Tarache geminocula es una especie  de polilla de la familia Noctuidae. Se encuentra en Arizona ay Texas, bajando hasta Chihuahua, México.
La longitud de las alas anteriores es de 10-11 mm para los machos y 10-12 mm para las hembras. Los adultos están en el aire de julio a septiembre, dependiendo de la ubicación.